# Amtsgericht Neuenburg
Das Amtsgericht Neuenburg war ein preußisches Amtsgericht mit Sitz in Neuenburg.

## Geschichte
Das königlich preußische Amtsgericht Neuenburg wurde mit Wirkung zum 1. Oktober  1879 als eines von fünf Amtsgerichten im Bezirk des Landgerichtes Graudenz im Bezirk des Oberlandesgerichtes Marienwerder gebildet. Der Sitz des Gerichtes war Neuenburg. Sein Gerichtsbezirk umfasste aus dem Kreis Marienwerder die Amtsbezirke Fronza, Koziellec, Osterwitt und Rinkowken und Teile der Amtsbezirke Krausenhof, Kopitkowo und Münsterwalde. Aus dem Kreis Schwetz den Stadtbezirk Neuenburg und die Amtsbezirke Bankau, Bülowsheide, Kommorsk, Konschütz, Milewo, Montau, Oschin und Markubien und Teile der Amtsbezirke Groß Lubin, Rohlau, Groß Sibsau und Hagen. Am Gericht bestanden 1880 drei Richterstellen. Das Amtsgericht war damit ein mittelgroßes Amtsgericht im Landgerichtsbezirk. Gerichtstage wurden in Bülowsheide gehalten. Der Amtsgerichtsbezirk kam aufgrund des Versailler Vertrages 1919 als Teil des Polnischen Korridors zu Polen, und das Amtsgericht stellte seine Arbeit ein. Im Jahre 1939 wurde Polen deutsch besetzt. Im Rahmen der Neuorganisation der Gerichte in Ostdeutschland und im ehemaligen Polen wurden das Amtsgericht Neuenburg neu gebildet und erneut dem Landgericht Graudenz zugeordnet.
Im Jahre 1945 wurde der Amtsgerichtsbezirk unter polnische Verwaltung gestellt, und die deutschen Einwohner wurden vertrieben. Damit endete auch die Geschichte des Amtsgerichtes Neuenburg.